# Edmund Purdom
Edmund Purdom (Welwyn Garden City, Hertfordshire, Regne Unit, 19 de desembre de 1924 – Roma Itàlia, 5 de gener de 2009) fou un artista de cinema.
Va iniciar la seva carrera a Gran Bretanya, interpretant diverses obres de Shakespeare, més tard a Broadway i a Hollywood, i finalment a Itàlia. És conegut pel seu paper protagonista a la pel·lícula Sinuhé, l'egipci (1954). En assumir papers importants que havien estat rebutjats per actors com Mario Lanza o Marlon Brando, Purdom va ser conegut a mitjans de la dècada de 1950 com «The Replacement Star». Després del fracàs de la seva carrera a Hollywood, Purdom va tornar al Regne Unit i després es va establir a Itàlia, on va passar la resta de la seva vida apareixent en pel·lícules locals. Entre els anys 70 i 90 va ser un habitual del cinema de gènere europeu, treballant amb directors com Juan Piquer Simón, Joe D'Amato, Sergio Martino o Ruggero Deodato.
La seva filla Lilan Purdom, periodista del canal de televisió francès TF1, és l'autora del llibre Hollywood Garage, que relata la tumultuosa carrera del seu pare.

## Filmografia

### Com a actor
- 1953: Titanic: Segon oficial Lightoller
- 1953: Julius Caesar: Strato
- 1954: The Student Prince: Prince Karl
- 1954: Sinuhé, l'egipci (The Egyptian): Sinuhé (l'egipci)
- 1954: Athena: Adam Calhorn Shaw
- 1955: The Prodigal: Micah
- 1955: The King's Thief: Michael Dermott
- 1956: Strange Intruder: Paul Quentin
- 1957: Agguato a Tangeri: John Milwood
- 1959: Erode il grande: Herod
- 1959: The Diary of Anne Frank: locutor britànic (veu)
- 1960: Salambò: Narr Havas
- 1960: I Cosacchi: Shamil
- 1960: Moment of Danger: Peter Carran
- 1960: La Furia dei barbari: Toryok
- 1960: Das Große Wunschkonzert: Harry Mell
- 1961: Solimano il conquistatore: Ibrahim Pascià
- 1961: La reina del Nil (Nefertiti, regina del Nilo): Tumos, escultor
- 1961: La Fayette: Silas Deane
- 1961: L'Ultimo dei Vikinghi: King Sveno
- 1962: L'Ammutinamento: Dr. Bradley
- 1963: The Comedy Man: Julian
- 1964: The Beauty Jungle: Rex Carrick
- 1964: Der Letzte Ritt nach Santa Cruz: Rex Kelly
- 1964: The Yellow Rolls-Royce: Fane
- 1965: Gli Eroi di Fort Worth: Major 'Sugar' Patterson
- 1965: Los Cuatreros
- 1966: L'Uomo che ride: Cèsar Borja
- 1968: Crisantemi per un branco di carogne
- 1968: Etsi gennithike mia megali agapi
- 1968: Giurò... e li uccise ad uno ad uno: Piluk
- 1968: Scusi, lei conosce il sesso?: Narrador a la versió anglesa
- 1970: Thomas e gli indemoniati: Marcus
- 1971: Il Corsaro nero: el virrei
- 1971: Giornata nera per l'ariete: Edouard Vermont
- 1972: L'Amante del demonio
- 1973: Los Ojos siniestros del doctor Orloff: inspector de policia
- 1973: L'Onorata famiglia: Giovanni Lutture
- 1973: Dagli archivi della polizia criminale
- 1974: Terror! Il castello delle donne maledette: Prefecte Ewing,
- 1974: Un Capitán de quince años: Almirall Marlowe
- 1974: Les Suspects: El periodista americà
- 1975: Povero Cristo: Home amb frac
- 1975: Il Medaglione insanguinato: Doctor
- 1976: Il Colpaccio
- 1976: Nina, una qüestió de temps (A Matter of Time)
- 1976: I Padroni della città: Luigi Cherico
- 1979: I Contrabbandieri di Santa Lucia: Cap dels serveis secrets
- 1979: Concorde Affaire '79: Danker
- 1980: L'Altra donna
- 1980: Sophia Loren: Her Own Story (TV): Vittorio De Sica
- 1980: Incubo sulla città contaminata: home a l'ascensor (veu)
- 1981: L'Assassino ha le ore contate (fulletó TV)
- 1981: Scoiattolo, Lo
- 1981: Rosso sangue: Pare
- 1982: Amok
- 1982: Pieces
- 1982: Ator l'invincibile: Griba
- 1982: Horror Safari: Rex Larson
- 1983: Champagne in paradiso
- 1983: Endgame - Bronx lotta finale: Blind Cult Leader (veu)
- 1983: The Scarlet and the Black (TV): Oficial d'intel·ligència britànic / Narrador epíleg
- 1983: The Winds of War (fulletó TV): Luigi Gianelli
- 1983: 2019 - Dopo la caduta di New York: President de la Pan American Confederacy
- 1984: Don't Open 'Til Christmas: Inspector Harris
- 1985: Killer Contro Killers: La seva Excel·lència
- 1985: The Assisi Underground: Cardenal Della Costa
- 1985: Fracchia contro Dracula: Conte Dracula
- 1987: Appuntamento a Trieste (fulletó TV)
- 1987: Funny Boy: Samuel
- 1988: Don Bosco: Urbano Rattazzi
- 1989: Diritto di vivere
- 1990: The Rift: CEO Steensland
- 1992: Un Orso chiamato Arturo (TV)
- 1996: Il Barone (fulletó TV): Don Carmine
- 1999: The Seventh Scroll (fulletó TV)
- 2001: I Cavalieri che fecero l'impresa: Ugo di Clarendon
- 2001: Titanic: The Animated Movie: Jeremy McFlannel (veu)

### Com a director
- 1984: Don't Open 'Til Christmas